# عرب الصوالحة
عرب الصوالحة إحدى قرى مركز شبين القناطر التابع لمحافظة القليوبية بجمهورية مصر العربية.

## السكان
بلغ عدد سكان عرب الصوالحة 8,541 نسمة، حسب الإحصاء الرسمي لعام 2006.